# Lust Stained Despair
Lust Stained Despair è il secondo album del gruppo musicale finlandese gothic metal dei Poisonblack.

## Tracce
1. Nothing Else Remains – 3:55
2. Hollow Be My Name – 4:43
3. The Darkest Lie – 4:35
4. Rush – 4:06
5. Nail – 4:47
6. Raivotar – 4:55
7. Soul in Flames – 4:23
8. Pain Becomes Me – 4:07
9. Never Enough – 4:15
10. Love Controlled Despair – 3:51
11. The Living Dead – 4:35
12. Bleeding Into You (traccia bonus) – 3:19

## Formazione
- Ville Laihiala - chitarra, voce
- Janne Markus - chitarra
- Marco Sneck - tastiere
- Antti Remes - basso
- Tarmo Kanerva - batteria